# Stegolepis pungens
Stegolepis pungens är en gräsväxtart som beskrevs av Henry Allan Gleason. Stegolepis pungens ingår i släktet Stegolepis och familjen Rapateaceae. Inga underarter finns listade i Catalogue of Life.